# Fakulta ekonomicko-správní Univerzity Pardubice
Fakulta ekonomicko-správní (FES) je druhou nejstarší ze sedmi fakult Univerzity Pardubice. Vznikla roku 1991 a jejím sídlem jsou Pardubice. Děkanem fakulty je od 1. ledna 2020 prof. Ing. Jan Stejskal, Ph.D.

## Historie
Fakulta byla zřízena 17. ledna 1991 jako zdroj pracovníků pro systém veřejné správy. V akademickém roce 1991/1992 bylo přijato prvních 53 studentů. Zaměstnanci fakulty nejprve pracovali v již neexistující budově Unichemu na náměstí T. G. Masaryka, výuka přitom od počátku probíhala v budově na adrese Studentská 84.
V prvních letech fakulta fungovala pod názvem Fakulta územní správy. Fakulta byla (v souvislosti vypracováním nových studijních plánů) v roce 1993 přejmenována na Fakultu ekonomicko-správní. Do roku 1995 fakulta nabízela pouze bakalářské studijní programy. V akademickém roce 1994/1995 se na fakultě začal používat kreditní systém ECTS. V roce 1995 získala fakulta rovněž akreditaci pro magisterské studium.
Za dobu existence fakulty ji opustilo přes 8 000 kvalifikovaných absolventů s bakalářským, inženýrským nebo doktorským (Ph.D.) titulem.

## Vedení fakulty
Vedení fakulty tvoří děkan, který je volen akademickým senátem. Děkan pak jmenuje další členy vedení – proděkany. Stálým členem vedení fakulty je také tajemník fakulty.

### Historie děkanů fakulty
Ve funkci děkana fakulty je od roku 2020 prof. Ing. Jan Stejskal, Ph. D. Za dobu její existence se ve funkci děkana vystřídalo celkem 9 osobností:
- doc. Ing. Miloš Vítek, CSc. (1992–1993)
- prof. RNDr. Zdeněk Cimpl, CSc. (krátce v roce 1993)
- doc. Ing. Radim Roudný, CSc. (1993–1999)
- Ing. Josef Pešta, CSc. (1999–2001)
- doc. Ing. Pavel Petr (říjen až prosinec 2001, pověřen řízením fakulty)
- prof. Ing. Jan Čapek, CSc. (2002–2004, 2005–2007)
- doc. Ing. Renáta Myšková, Ph. D. (2008–2011, 2012–2015)
- doc. Ing. Romana Provazníková, Ph. D. (2016–2019)
- prof. Ing. Jan Stejskal, Ph. D. (od roku 2020)[5]

Do roku 2007 byli děkani voleni na tříleté období. Od roku 2009 je funkční období děkanů čtyřleté.
| Děkani Fakulty ekonomicko-správní Univerzity Pardubice |
|                                                        |

## Budova
Fakulta sídlí téměř od svého založení ve výškové budově Studentská 84, která je v kampusu Univerzity Pardubice označována jako budova EA. V této budově jsou umístěny veškeré pracoviště fakulty a rovněž zde probíhá většina výuky. Fakulta také využívá výukové prostory v sousedícím modernizovaném areálu (budovy EB a DB) a také v prostorách Univerzitní auly.

## Ústavy a pracoviště

### Ústav ekonomických věd
Ústav ekonomických věd zabezpečuje na fakultě výuku obecných a aplikovaných ekonomických předmětů ve studijních programech Hospodářská politika a správa, Ekonomika a management a Systémové inženýrství a informatika v prezenční a kombinované formě studia. Nabídka zajišťovaných předmětů představuje široké portfolio, které zahrnuje předměty zaměřující se na samotnou podstatu ekonomických věd. Jde o výuku obecné ekonomie představující nezbytný teoretický základ pro aplikované obory, které směřují do různých oblastí od veřejného sektoru, přes sektor finanční, bankovní až do oblasti pojišťovnictví. Vedoucím ústavu je doc. Ing. Jan Černohorský, Ph.D.

### Ústav podnikové ekonomiky a managementu
Ústav podnikové ekonomiky a managementu zabezpečuje na fakultě výuku ekonomických a manažerských předmětů ve studijním programu Ekonomika a management, Hospodářská politika a správa a částečně i na výuce ekonomických a manažerských předmětů v programu Systémové inženýrství a informatika. Nabídka zajišťovaných předmětů zajišťuje široké portfolio předmětů od základů i pokročilého účetnictví přes marketingové předměty po předměty týkající struktury podniků či managementu. Vedoucí ústavu je doc. Ing. Michaela Kotková Štříteská, Ph.D.

### Ústav matematiky a kvantitativních metod
Ústav matematiky a kvantitativních metod zajišťuje na fakultě výuku matematiky a dalších předmětů, založených na statistických metodách a metodách operačního výzkumu. V oblasti vědeckovýzkumné a konzultační se dále ústav zaměřuje především na statistické a numerické metody v různých oblastech užití, na tvorbu programů při matematickém modelování ekonomických a technologických procesů, na optimalizaci dopravních systémů a na pedagogický výzkum. Vedoucím ústavu je Mgr. Libor Koudela, Ph.D.

### Ústav systémového inženýrství a informatiky
Ústav zabezpečuje výuku ve studijních programech Hospodářská politika a správa, Ekonomika a management a Systémové inženýrství a informatika vyučovaných na fakultě. V oblasti vědeckovýzkumné se ústav věnuje mnoha oblastem. Jedna z nich je soft computing a jeho využití v data miningu, klasifikace dat, modelování a analýza reálných systémů. Výzkum je zaměřen na využití nástrojů teorie rough množin v oblasti machine learning, pro zpracování neurčitých dat a pro tvorbu hybridních modelů. Vedoucím ústavu je RNDr. Ing. Oldřich Horák, Ph.D.

### Ústav správních a sociálních věd
Ústav správních a sociálních věd zabezpečuje výuku společenskovědních oborů, které souvisí s výkonem veřejné správy a řešením dalších společenských otázek v České republice, a to pro všechny studijní programy a obory bakalářského i magisterského studia. Ve výuce se ústav zaměřuje na objasnění hlavních etap vývoje české veřejné správy a na základní charakteristiku správních činností vykonávaných na celostátní, regionální i místní úrovni. Vedoucím ústavu je Ing. Jan Fuka, Ph. D.

### Centrum pro vědu a výzkum
Centrum pro vědu a výzkum je zaměřené na excelentní výzkum v oblasti ekonomických věd a informatiky. Centrum bylo založeno v roce 2020 s cílem koncentrovat interdisciplinární tým vědců a pomocí nejmodernější infrastruktury podpořit jak jejich vzájemnou spolupráci, tak jejich spolupráci s předními zahraničními pracovišti. Cílem centra je provádět excelentní základní a aplikovaný výzkum a vychovávat mladé vědecko-výzkumné pracovníky. Vedoucím centra je prof. Ing. Petr Hájek, Ph.D.

### Informační a poradenské centrum
Informační a poradenské centrum nabízí uchazečům o studium, studentům, budoucím absolventům i absolventům bezplatné služby v oblastech studijně-informačního poradenství, podpory a pomoci studentům se speciálními vzdělávacími potřebami, poradenství pro středoškolskou mládež a profesního poradenství. Vedoucí centra je Mgr. Jana Vágnerová.

## Vzdělávací činnost fakulty
Fakulta realizuje své studijní programy ve všech stupních studia - bakalářském, magisterském i doktorském. Mnohé studijní programy nabízí možnost studia v anglickém jazyce. Od roku 2014 byl akreditován společný studijní program typu Joint Degree, na kterém fakulta spolupracuje s Litevskou univerzitou Šiaulių universitetas.
| - Aplikovaná informatika - Digitální podnikání - Ekonomika a management - Ekonomika a management sportovních organizací - Finance - Hospodářská politika a veřejná správa - Informatika a systémové inženýrství - Informatics and System Engineering | - Aplikovaná informatika - Data science pro business - Ekonomika a management - Finance - Hospodářská politika a veřejná správa - Informatika a systémové inženýrství - Informatics and System Engineering - Joint Master Study Program Economic Policy and Administration - Řízení rozvoje obcí a regionů | - Aplikovaná informatika - Ekonomika a management - Hospodářská politika a správa - Systémové inženýrství a informatika |

## Významné akce pořádané fakultou
Mezi tradiční akce fakulty se řadí vědecká konference Veřejná správa, cyklus odborných přednášek pořádaný pod názvem Týden teorie a praxe, osvětově-informační GIS DAY nebo veletrh pracovních příležitostí Kontakt.